# 베를린 올림피아슈타디온역
베를린 올림피아슈타디온역(Bahnhof Berlin Olympiastadion)은 베를린 샤를로텐부르크빌머스도르프구 베스트엔트에 위치한 베를린 S반의 철도역이다. 근처에 위치한 올림피아슈타디온 베를린에서 행사가 있을 때 임시 열차에 사용되는 두단식 승강장과 평소 영업 운행에 사용하는 섬식 승강장이 설치되어 있다. 그루네발트 경마장(Rennbahn Grunewald) 개업에 맞추어 1909년 5월에 렌반(Rennbahn)역으로 개업했으며, 1936년 하계 올림픽 준비를 위하여 대규모로 증축되었다. 1980년부터 1998년까지는 영업이 중단되었다.

## 시설

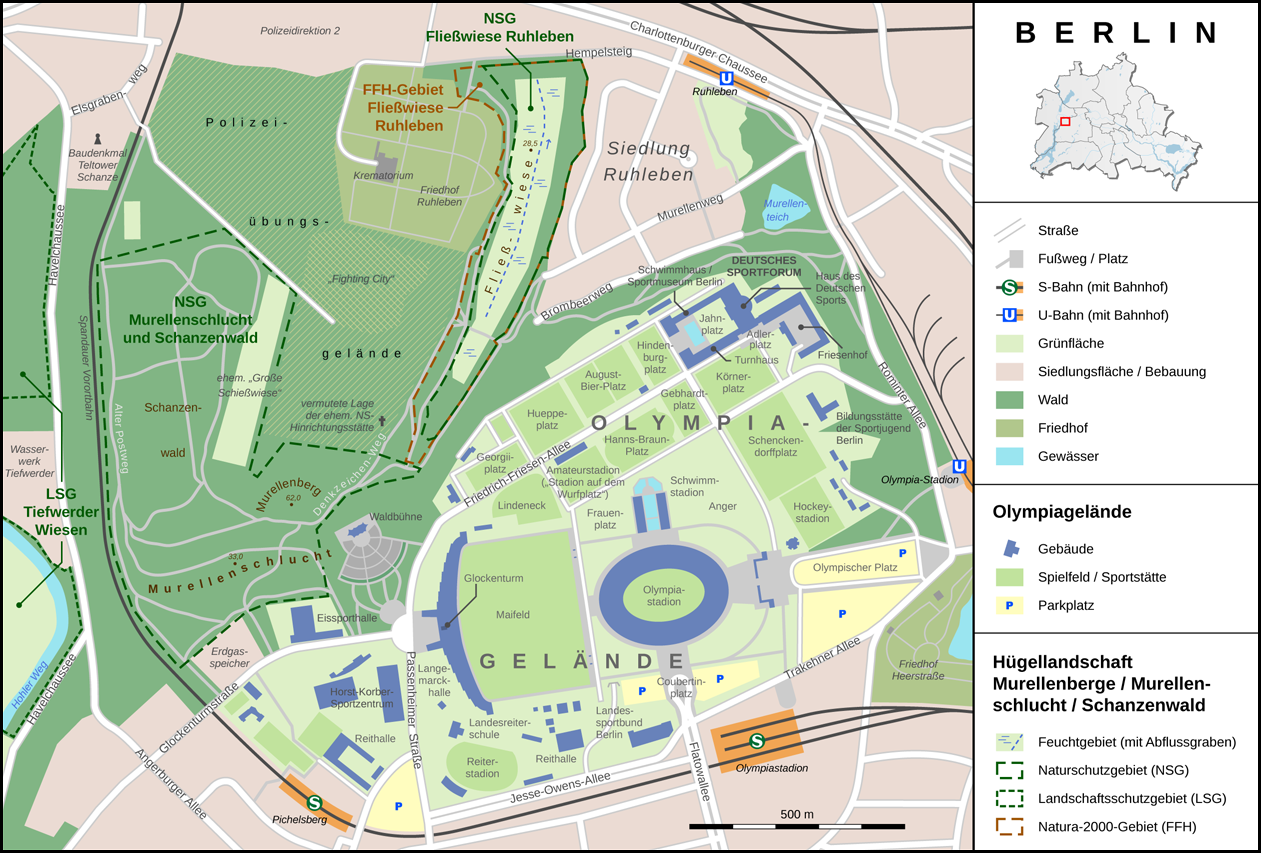
올림피아슈타디온 및 그 일대

올림피아슈타디온역은 올림피아슈타디온 베를린 남쪽 및 올림피아파르크 전체에서의 남쪽에 위치해 있다. 승강장은 5면 10선으로 구성되어 있으며, 승강장 서쪽으로는 플라토알레(Flatowallee), 동쪽으로는 보행자 육교를 거쳐서 북쪽에 있는 트라케너 알레(Trakehner Allee) 방면으로 연결된다. 정규 열차는 최남단 승강장만 사용하며, 나머지 4면의 두단식 승강장은 임시 열차만 사용한다. 대합실 건물은 플라토알레를 따라서 선상역 형태로 설치되어 있다.
슈판다우 근교선의 일부로 베를린의 건축유산으로 지정되어 있다.

## 역사
개통 당시 독립시였던 샤를로텐부르크와 슈판다우 간의 교통량을 담당하는 슈판다우 근교선 개통 당시에 개업했다. 건설 당시 그루네발트 북쪽에 경마장이 건설 예정이었기 때문에 이를 위한 철도 노선이 계획되었다. 건설 당시에는 5면 8선으로 건설되었으며, 상대식 승강장 2면 2선, 섬식 승강장 3면 6선으로 구성되었다. 이와 더불어 승강장간 연결선과 노르딕 양식 2층 규모 역사 건물이 설치되었다. 최북단 F 승강장은 경마장에 사용되는 경주마 운송용으로 계획되었으며, 이를 위한 경사로가 설치되었다. 노선 건설을 위해서 기존의 샤를로텐부르크-슈판다우간 장거리 열차선에서 연결되는 지선 및 철도와 동시에 진행된 헤어슈트라세(Heerstraße) 도로 건설을 위한 협궤 전용선이 건설되었다.
1909년 5월 23일에 렌반역이 개통했고, 같은 날에 빌헬름 2세가 그루네발트 경마장 개업식에 참여했다. 초기에는 경마 경기 당일의 특별 열차만 운행했다. 1911년 9월 5일부터 최남단 근교선 A 승강장이 영업을 시작했다. 근교선 승강장 서쪽으로는 인상선이 설치되어 소형 행사 시 북단 승강장으로 진입하지 않고 이 역에서 회차하는 열차를 편성할 수 있도록 했다.
1928년 8월 23일에 역이 전철화되었다. 1930년 5월 15일에는 1913년에 경마장 일대에 개업한 도이체스 슈타디온을 따서 슈타디온-렌반 그루네발트(Stadion – Rennbahn Grunewald)역으로 개명되었다. 1936년 하계 올림픽을 개최하게 되면서 현재의 올림피아슈타디온 일대가 개발되었다. 1935년 5월 1일에는 라이히스슈포르트펠트(Reichssportfeld)역으로 개명되었고 확장 공사가 진행되었다. 대합실 건물은 개방형으로 설계되어 대규모의 승객을 처리할 수 있도록 변경되었다. 트라케너 알레(Trakehner Allee) 방면 출구와 보행자 교량이 설치되었다. 근처의 베를린 헤어슈트라세역 주변에 Rsa 신호소(이후 Osa로 개칭됨)가 설치되어 이 역을 제어하게 되었다. 처리 가능 인원 역시 시간당 최대 48,000명으로 증가했다.
제2차 세계 대전 당시 역 자체는 파괴되지 않았으나, 1945년 4월 27일부터 6월 9일까지 열차 운영이 중단되었다.
1960년 5월 29일 독일국영철도에서 올림피아슈타디온역으로 개칭했다. 약 1년 후 서베를린 내각에서는 베를린 장벽 건설 이후 S반 보이콧을 진행했다. 이와는 관계 없이 독일국영철도에서는 헤르타 BSC의 경기, 1974년 FIFA 월드컵, 1977년 독일 개혁교회의 날 당시에 행사용 임시열차를 편성했다. 1980년 서베를린 S반 파업으로 인하여 1980년 9월 19일부터 열차 운행이 중단되었고, 서베를린 BVG에서 영업권을 양도받은 이후 1984년부터 열차 운행 재개를 계획했다. 실제 작업은 1990년대에 시작되었다.
열차 운행 재개를 위하여 전체 승강장 및 보행자 교량이 철거 및 재건축되었다. 특별 열차용 F 승강장이 이 시기에 철거되었다. 1998년 1월 16일 베스트크로이츠-피헬스베르크 구간 운행 재개 당시에는 근교선 A 승강장, 임시 열차용 B 승강장(총 2면)만이 운행을 재개했다. 나머지 3면은 1999년 5월 29일 베를린 S반 75주년을 기념하여 영업을 재개했다. 임시 승강장은 시간당 40,000명의 승객을 처리할 수 있으며, 올림피아슈타디온 베를린을 꽉 채운 승객을 2시간 내에 베를린 시내로 수송할 수 있다.
1인 승무용 ZAT 외에도 임시 승강장은 출발 지시를 차장이 담당한다.

## 인접 정차역
역에 인접한 플라토알레/올림피아슈타디온(Flatowallee/Olympiastadion) 버스 정류장에서 베를린 버스 M49, 218번과 환승할 수 있다.
| 베를린 S반                 | 베를린 S반 | 베를린 S반                 |
| -------------------------- | ---------- | -------------------------- |
| 피헬스베르크 슈판다우 방면 | S3         | 헤어슈트라세 에르크너 방면 |
| 피헬스베르크 슈판다우 방면 | S9         | 헤어슈트라세 BER 공항 방면 |

## 참고 문헌
- Erich Giese: Der neue Bahnhof Rennbahn im Grunewald bei Berlin und die Herstellung besonderer Vorortgleise zwischen Bahnhof Heerstraße und Spandau. In: Zentralblatt der Bauverwaltung, Jg. 30 (1910), S. 537–542, 553–557. Digitalisat
- Ernst Hane: Umbau und Erweiterung der Hochbauten auf den S-Bahnhöfen Reichssportfeld, Pichelsberg und Deutschlandhalle in Berlin. In: Zentralblatt der Bauverwaltung, Jg. 57 (1937), S. 812–818. Digitalisat